# Pterocles
Pterocles és un gènere d'ocells de la família dels pteròclids (Pteroclididae). La major part d'espècies d'aquestes gangues viuen en zones més o menys àrides d'Àfrica i Àsia. Dues d'elles, la ganga i la xurra, arriben fins als Països Catalans.
Com tots els membres de la família, tenen aspecte de coloms robusts, amb plomes cobrint fins a la base del bec. Tenen un dit posterior molt reduït, el que els diferencia de les espècies de l'altre gènere de la família, Syrrhaptes, en què aquest dit ha desaparegut. També es diferencien en les plomes de les potes, cobertes per la part anterior en Pterocles, i completament, fins als dits, en Syrrhaptes.

## Llista d'espècies
Se n'han descrit 14 espècies dins aquest gènere:
- ganga eurasiàtica (Pterocles alchata).
- ganga de dues bandes (Pterocles bicinctus).
- ganga de Burchell (Pterocles burchelli).
- ganga coronada (Pterocles coronatus).
- ganga caranegra (Pterocles decoratus).
- ganga ventrebruna (Pterocles exustus).
- ganga gorjagroga (Pterocles gutturalis).
- ganga de l'Índia (Pterocles indicus).
- ganga de Lichtenstein (Pterocles lichtensteinii).
- ganga de Namaqua (Pterocles namaqua).
- xurra (Pterocles orientalis).
- ganga de Madagascar (Pterocles personatus).
- ganga de quatre bandes (Pterocles quadricinctus).
- ganga pigallada (Pterocles senegallus).